# Graphogaster
Graphogaster is een geslacht van vliegen (Brachycera) uit de familie van de sluipvliegen (Tachinidae). De wetenschappelijke naam van het geslacht is voor het eerst geldig gepubliceerd in 1868 door Camillo Róndani.

## Soorten
- G. alaskensis (Brooks, 1942)
- G. alberta (Curran, 1927)
- G. brunnea (Brooks, 1942)
- G. brunnescens Villeneuve, 1907
- G. buccata Herting, 1971
- G. deceptor (Curran, 1927)
- G. dispar (Brauer & Bergenstamm, 1889)
- G. dorsalis (Coquillett, 1902)
- G. fuscisquamis (Brooks, 1942)
- G. grandis (Brooks, 1942)
- G. macdunnoughi (Brooks, 1942)
- G. nigrescens Herting, 1971
- G. nigrisquamata Tschorsnig, 1989
- G. nuda (Brooks, 1942)
- G. orientalis (Brooks, 1942)
- G. parvipalpis Kugler, 1974
- G. pollinosa (Brooks, 1942)
- G. pseudonuda (Brooks, 1942)
- G. psilocorsiphaga (Brooks, 1942)
- G. slossonae (Townsend, 1916)
- G. vestita Rondani, 1868